# Центры окраски
Це́нтры окра́ски (ЦО) — точечные дефекты  в прозрачных диэлектриках (кристаллах и стёклах), поглощающие оптическое излучение вне области собственного поглощения диэлектрика, то есть в той спектральной области, где поглощение бездефектного диэлектрика отсутствует и он вследствие этого прозрачен. Иногда термин понимают в более узком смысле, применяя его только по отношению к дефектам, поглощающим в видимой области спектра.
Образуются в результате бомбардировки диэлектриков потоками частиц, облучения их ультрафиолетовым, рентгеновским и гамма- излучениями, нагрева кристаллов в парах щелочных или щёлочноземельных металлов и другими способами.

## Общие свойства и классификация
Основными общими для всех диэлектриков признаками, по которым центры окраски делят на различные типы, являются состав и зарядовое состояние.
ЦО, образованные атомами основного вещества диэлектрика, называют собственными, а ЦО, в состав которых входят атомы химически инородных примесей, — примесными. Примесные центры обусловливают окраску природных минералов и могут специально вводиться в кристаллы и стёкла для придания им нужных свойств. В то же время в чистых диэлектриках их содержание может быть столь мало, что вызываемое ими поглощение не регистрируется визуально и не имеет никакого практического значения.
Электронными называются ЦО, возникшие в результате захвата дефектами электронов, а дырочными — дырок.
Отдельно выделяют радиационные ЦО, то есть ЦО, созданные в результате воздействия ионизирующего излучения, их также называют наведёнными. Обычно играют отрицательную роль, снижая светопропускание элементов оптических систем, работающих в условиях повышенных радиационных нагрузок.
Кроме того, ЦО различают и классифицируют по времени жизни, термостабильности, анизотропии, устойчивости к воздействию света и т. д.
Для диэлектриков каждого конкретного класса может вводиться своя номенклатура центров окраски. Так, в щёлочно-галоидных и некоторых других кристаллах в зависимости от состава и структуры ЦО различают т. н. F-центры, F2-центры, F3-центры и др.
Для различных электронных ЦО, возникающих в щёлочно-силикатных стёклах, используют обозначения вида Ei-, для дырочных — Hi+.
Среди всех кристаллов с ЦО наиболее полно и подробно изучены щёлочно-галоидные кристаллы.

## ЦО в щёлочно-галоидных кристаллах

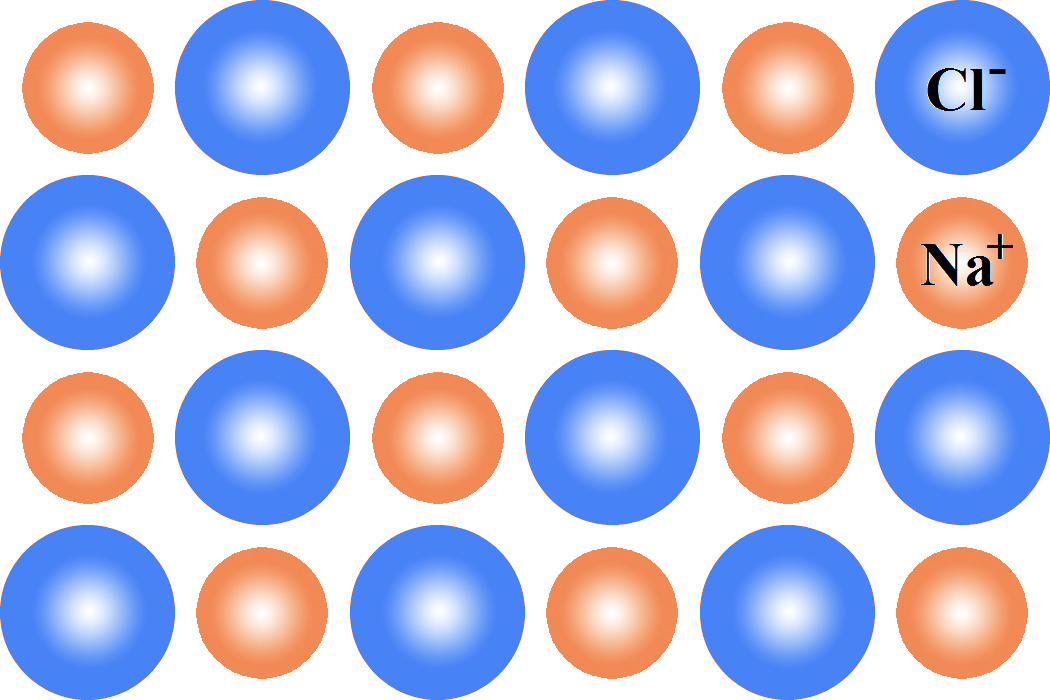
Бездефектный кристалл NaCl

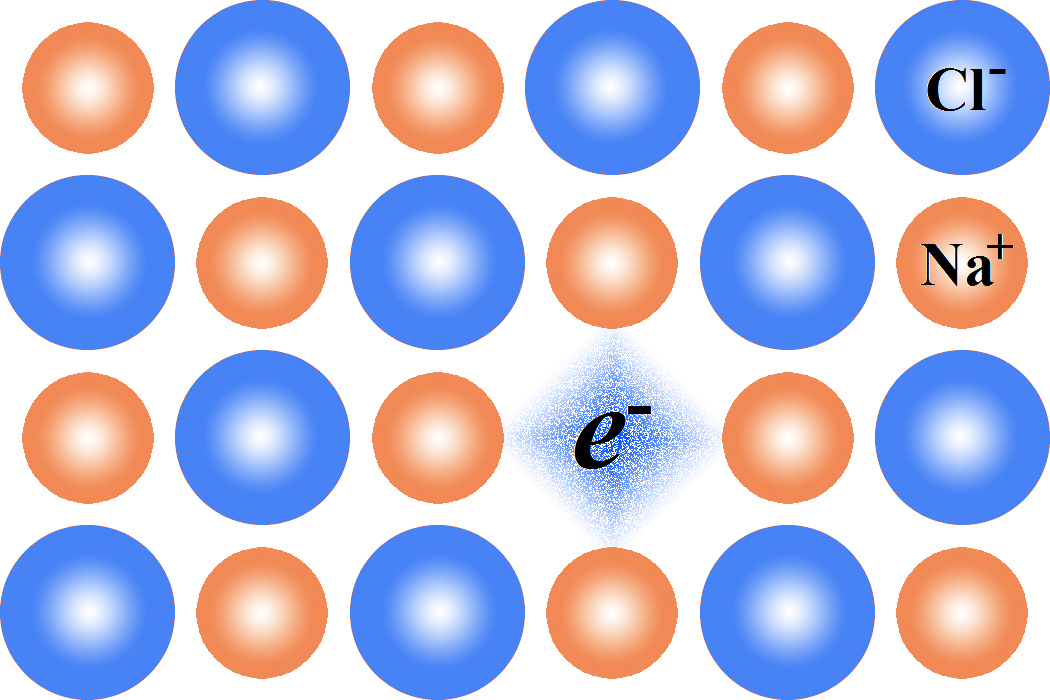
F-центр в кристалле NaCl

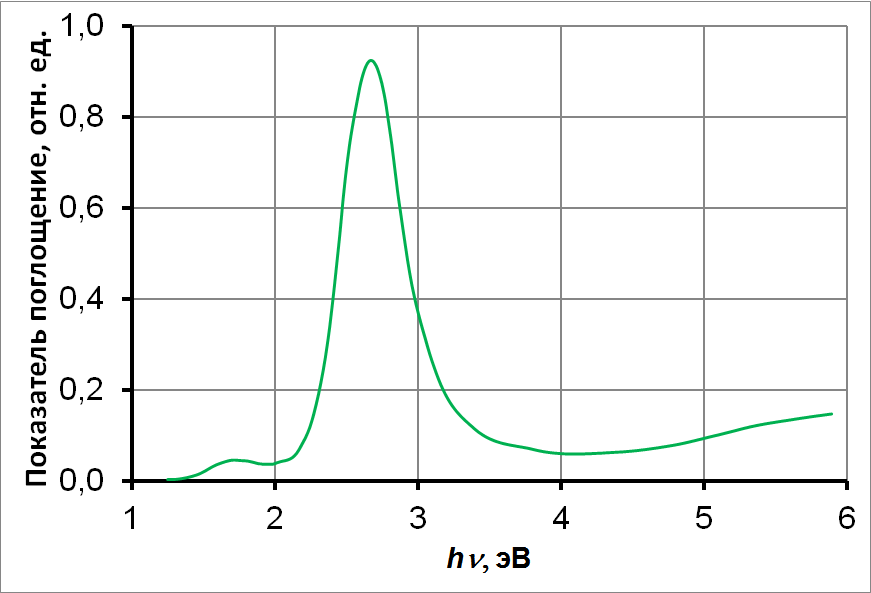
Полоса поглощения F-центров в кристалле NaCl

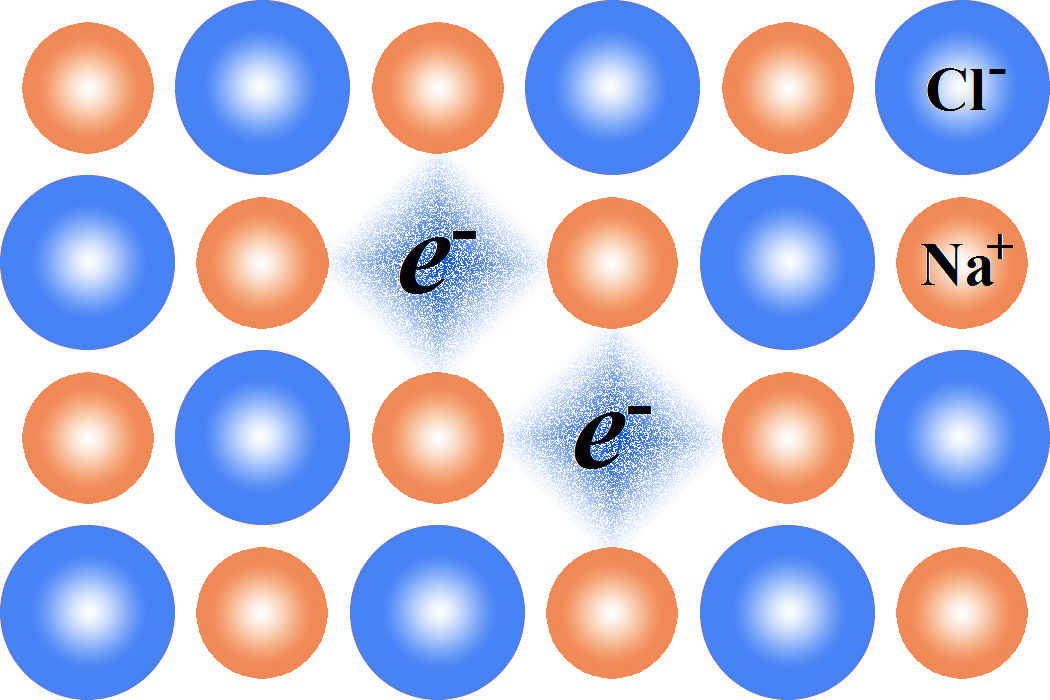
F_{2}-центр в кристалле NaCl

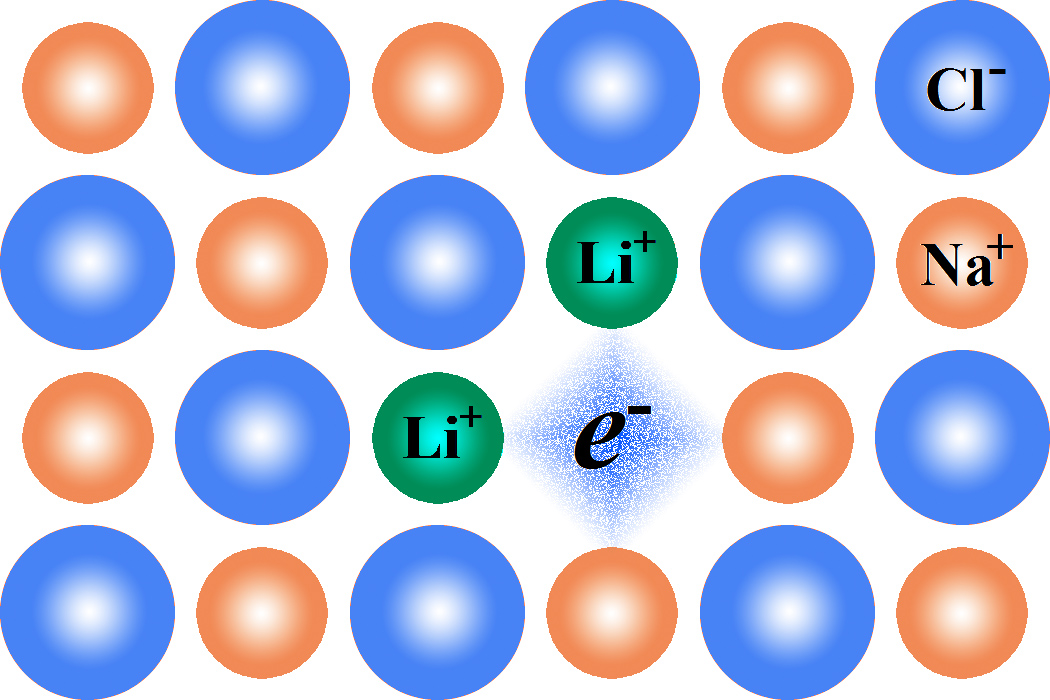
F_{B}-центр в кристалле NaCl

Щёлочно-галоидные кристаллы относятся к классу ионных кристаллов, их типичным представителем является кристалл NaCl. Его решётка образована чередующимися ионами Na+ и ионами Cl-, располагающимися в вершинах кубов. Каждый ион натрия соседствует с шестью ионами хлора, а каждый ион хлора — с шестью ионами натрия.
В зависимости от вида воздействия, температуры, примесного состава и других факторов в щёлочно-галоидных кристаллах возможно образование множества различных ЦО. Ниже упомянем наиболее распространённые из них.

### F-центры
Исторически первые центры окраски были обнаружены немецким физиком Р. В. Полем с сотрудниками в 1930-х годах при исследованиях щёлочно-галоидных кристаллов. Вновь обнаруженные центры получили название F-центры (от нем. Farbe — цвет, окраска и нем. Zentrum — центр).
В щёлочно-галоидных кристаллах F-центрам соответствует одна полоса поглощения, максимум которой в зависимости от состава кристалла располагается в видимой или ближней ультрафиолетовой части спектра. Положения максимумов {\displaystyle \lambda _{\text{max}}}, выраженные в длинах волн, закономерно изменяются при изменении состава кристалла, подчиняясь эмпирической формуле
{\displaystyle \lambda _{\text{max}}=4860\cdot d^{1{,}84},}
где {\displaystyle d} — постоянная решётки, выражаемая так же, как и {\displaystyle \lambda _{\text{max}}}, в нанометрах.
В результате исследований, выполнявшихся с помощью метода электронного парамагнитного резонанса (ЭПР) было установлено, что
F-центр представляет собой дефект, состоящий из вакансии отрицательного иона галогенида (анионной вакансии), захватившей электрон. Модель была впервые предложена нидерландским физикохимиком де Буром и затем подтверждена экспериментально и рассчитана теоретически советским физиком-теоретиком С. И. Пекаром.
Образование F-центров происходит следующим образом.
При нагревании кристалла в парах щелочного металла того же сорта, что и металл, формирующий кристалл, атомы металла попадают в кристалл, из-за чего в нём возникает избыток этих атомов и, соответственно, дефицит ионов галогена. Иначе говоря, возникают анионные вакансии. Внедрённый в кристалл щелочной атом теряет свой валентный электрон, который затем мигрирует по кристаллу и в итоге захватывается анионной вакансией, образуя тем самым F-центр. Поскольку в данном процессе ЦО создаются в результате добавления к кристаллу дополнительных атомов, такой способ называют аддитивным окрашиванием.
При другом способе создания F-центров — воздействии ионизирующих излучений — электроны попадают в зону проводимости кристалла и затем частично захватываются анионными вакансиями, образуя F-центры. Если воздействующие фотоны или частицы обладают достаточно большой энергией, то они и сами образуют различные дефекты, включая вакансии, тем самым способствуя росту количества F-центров.

### Другие типы центров окраски
F-центры являются простейшими по составу и структуре центрами окраски. Кроме них в щёлочно-галоидных кристаллах образуются и более сложные ЦО следующих типов.
Несколько F-центров, расположенных в соседних узлах кристаллической решётки, образуют комплексные центры. Так, два соседних F-центра образуют F2-центр, три соседних F-центра — F3-центр и т. д. Спектры поглощения комплексных центров отличны от спектров F-центров.
FA-центр так же, как и F-центр, представляет собой отрицательную вакансию, захватившую электрон, но отличается от последнего тем, что у вакансии один из шести ближайших ионов щелочного металла данного кристалла заменён ионом другого щелочного металла. Например, если в кристалле NaCl рядом с вакансией вместо иона Na+ находится ион Li+,
FA-центры формируют две полосы поглощения. Если рядом с F-центром расположены два примесных катиона, то его называют FB-центр.
Как следует из сказанного, все упомянутые выше центры являются электронными. Исходно можно было ожидать образования дырочных ЦО, аналогичных F-центрам, то есть таких ЦО, которые возникают в результате захвата дырок катионными вакансиями. В действительности, однако, такие ЦО в щёлочно-галоидных кристаллах экспериментально не наблюдаются.
Среди дырочных ЦО других типов наиболее подробно изучен Vk-центр. Vk-центр — это пара соседних отрицательных ионов, захвативших дырку, то есть отдавших один электрон. Например, в кристалле KCl Vk-центр образован двумя ионами Cl-. Структура этого центра подобна структуре иона молекулы Cl2-.
Примесные атомы и ионы также способны захватывать электрон или дырку, в результате чего формируются примесные ЦО, а спектр поглощения кристалла и его окраска изменяются.

## ЦО в стёклах
В отличие от кристаллов, в стёклах атомы структуру со строгой трансляционной симметрией не образуют. Однако, некоторое упорядочение расположения атомов, называемое ближним порядком, имеет место и в стёклах. Оно состоит в том, что в стёклах для каждого атома основного вещества реализуется определённое ближайшее окружение. Так, в кварцевом стекле каждый атом кремния вместе с четырьмя атомами кислорода образуют кремнекислородный тетраэдр. Локальные нарушения такого порядка в стёклах являются точечными дефектами, а поглощающие точечные дефекты — центрами окраски. Примесные ЦО так же, как и в кристаллах, образуются атомами инородных примесей.
Оптические стёкла промышленных марок имеют сложный состав и содержат атомы до десяти и более различных сортов, что приводит к большому разнообразию возникающих в них ЦО и значительно затрудняет их изучение. В связи с этим в большей части исследований фундаментальных свойств ЦО используются стёкла простейших составов, в частности,  кварцевое стекло (SiO2) и модельное щёлочно-силикатное стекло, по составу близкое к трисиликату натрия (Na2O•3SiO2).

### Кварцевое стекло
Как упоминалось выше, в кварцевом стекле с бездефектной структурой каждый атом кремния вместе с четырьмя окружающими его атомами кислорода образуют тетраэдр. В такой структуре атом кремния располагается в центре тетраэдра и связан с атомами кислорода, находящимися в вершинах тетраэдра. Каждый атом кислорода одновременно принадлежит двум соседним тетраэдрам и связывает их друг с другом. Степень ионности связей {\displaystyle \mathrm {Si-O} } составляет около 60 %. Схематическое изображение двух кремнекислородных тетраэдров представлено на рисунке. 
В соответствии с их положением в структуре стекла, атомы кремния называют четырёхкоординированными, а атомы кислорода — мостиковыми. Благодаря мостиковым атомам кремниевокислородные тетраэдры образуют непрерывную сетку стекла. Неупорядоченность структуры стекла проявляется в том, что угол {\displaystyle \mathrm {Si-O-Si} } изменяется в широких пределах от 120 до 180°, со средним значением 152°, а угол поворота тетраэдра относительно соседнего — от 0 до 60°.
В упрощённом виде фрагмент структуры кварцевого стекла, приведённый на рисунке, изображают следующим образом
{\displaystyle \mathrm {\equiv Si-O-Si\equiv } }
Три символа {\displaystyle \equiv } в данном случае обозначают ковалентные связи кремния с тремя атомами кислорода.
Под воздействием на стекло ионизирующих излучений в нём образуются различные радиационные дефекты, среди собственных радиационных ЦО основными являются следующие.
Атом немостикового кислорода — атом кислорода, связанный только с одним атомом кремния: 
{\displaystyle \mathrm {\equiv Si-O^{0}} }
Такие дефекты формируют  полосы поглощения с максимумами на 260 и 620 нм (2,0 и 4,75 эВ).
Пероксидный радикал
{\displaystyle \mathrm {\equiv Si-O-O^{0}} }
образуется из пероксидного мостика, представляющего собой два объединившихся немостиковых атома кислорода 
{\displaystyle \mathrm {\equiv Si-O-O-Si\equiv } }.
Как полагают, пероксидные  радикалы образуют полосу поглощения с максимумом в ультрафиолетовой части спектра на 160 нм (7,6 эВ).
Под действием фотонов с достаточно большой энергией (>8,2 эВ) протекает процесс, который схематически изображается в виде:
{\displaystyle \mathrm {\equiv Si-O-Si\equiv } +h\nu \rightarrow \mathrm {\equiv Si-O^{0}} +\mathrm {^{0}Si\equiv } }
В результате возникают два дефекта: немостиковый кислород и трёхкоординированный атом кремния, — так называемый Е’-центр — обладающий полосой поглощения с максимумом на 215 нм (5,75 эВ).
Кроме собственных ЦО, в кварцевом стекле под действием радиации образуется большое количество различных примесных ЦО. Типы и количество примесных ЦО, возникающих в стекле, существенно зависит от примесного состава стекла, что в свою очередь определяется технологией его получения и чистотой исходных материалов.

### Щёлочно-силикатные стёкла
Свойства ЦО в щёлочно-силикатных стёклах будут рассмотрены на примере модельного натриево-силикатного стекла Na2O·3SiO2.
Введение Na2O в сетку SiO2 приводит к изменению структуры стекла. В частности сетка стекла теряет свою непрерывность из-за образования в ней концевых группировок не связанных, с другими структурными единицами стекла. Кроме того, в результате разрыва мостиковых связей в стекле возникают дефекты в виде немостикового кислорода. 

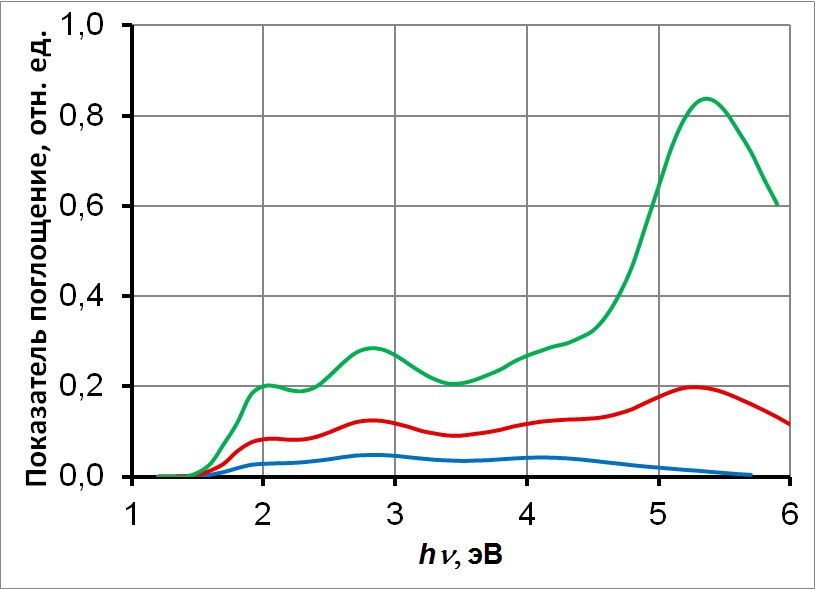
Спектры поглощения ЦО в стекле Na_{2}O·3SiO_{2}, подвергнутом воздействию гамма-излучения с различными дозами

Воздействие на стекло ионизирующих излучений, а также ультрафиолетового, вызывает образование в нём ЦО нескольких типов и соответствующее увеличение поглощения. Характерный спектр поглощения ЦО в натриево-силикатном стекле, гамма-облучённом при комнатной температуре, приведён на рисунке. Максимумы полос поглощения ЦО располагаются на 2,0, 2,8, 4,1 и 5,3 эВ (620, 440, 300 и 235 нм), три первые полосы принадлежат собственным дырочным, а последняя  — электронным ЦО. 
Поскольку полосы широки, в значительной мере перекрываются и простираются на всю видимую область спектра, окрашенное ионизирующим излучением стекло имеет серый цвет, а подвергнутое облучению высокими дозами радиации выглядит чёрным.
При повышении температуры стекла начинается распад ЦО, а при температуре ~200° ЦО распадаются полностью и окраска стекла пропадает.
Если облучение стекла происходит при пониженных температурах, то кроме упомянутых образуются электронные ЦО, нестабильные при комнатных температурах. Им принадлежат полосы поглощения с максимумами в районе 1,9—2,0 эВ (620—650 нм) .
При феноменологическом описании образования радиационных ЦО в рамках простейшей модели предполагается, что количество исходных дефектов {\displaystyle N_{0}}, способных захватывать носители заряда, в процессе облучения не меняется. Полагая также, что скорость возникновения ЦО пропорциональна количеству незаполненных дефектов, а скорость распада ЦО — их текущей концентрации {\displaystyle n}, получают уравнение для скорости изменения концентрации ЦО
{\displaystyle {\frac {dn(t)}{dt}}=p[N_{0}-n(t)]-qn(t),}
где {\displaystyle p} и Невозможно разобрать выражение (SVG (MathML можно включить с помощью плагина для браузера): Недопустимый ответ («Math extension cannot connect to Restbase.») от сервера «http://localhost:6011/ru.wikipedia.org/v1/»:): {\displaystyle q}
 — вероятности образования и распада ЦО соответственно. Из уравнения следует, что в случаях, когда концентрация свободных носителей заряда в процессе облучения не изменяется, зависимость концентрации ЦО от времени имеет вид
{\displaystyle n(t)=n_{0}+\left[{\frac {pN_{0}}{p+q}}-n_{0}\right]\left(1-e^{-(p+q)t}\right),}
где {\displaystyle n_{0}} — концентрация ЦО на момент начала облучения.
Величина {\displaystyle q} включает в себя вероятности фото- и термостимулированного распада, поэтому характер накопления ЦО зависит как от интенсивности излучения, так и от температуры образца. Несмотря на упрощённый характер модели, приведённое соотношение в ряде случаев описывает экспериментальные данные с удовлетворительной точностью.
Отдельный интерес представляет участие в радиационно-стимулированных процессах примесей переменной валентности. Ионы таких примесей способны захватывать носители заряда (электроны или дырки), изменяя своё зарядовое состояние. Таким образом, они с одной стороны, могут образовывать примесные ЦО, а с другой — конкурировать в захвате носителей заряда с собственными ловушками стекла. Последнее обстоятельство позволяет использовать примеси переменной валентности в  качестве протекторных добавок, наличие которых в стёклах уменьшает окрашивающее действие ионизирующих излучений, то есть повышает их радиационно-оптическую устойчивость.
Среди многих элементов переменной валентности совокупностью характеристик выделяется церий. Действительно, в одной своей валентной форме — Ce3+  — он активно захватывает дырки, а в другой — Ce4+ — электроны. Существенно при этом, что ни в одном из состояний ионы церия свет в видимой части спектра не поглощают. Вследствие сказанного для получения промышленных оптических стёкол с повышенной радиационно-оптической устойчивостью в состав стёкол добавляют именно церий.

## Методы исследования
Бо́льшую часть сведений о ЦО получают в результате использования методов оптической и ЭПР-спектроскопии.
Спектры оптического поглощения дают информацию об оптических характеристиках ЦО, их энергетической структуре, концентрациях и распределениях по различным типам. Метод ЭПР позволяет получать сведения о концентрации, валентном состоянии и симметрии центра, симметрии и напряжённости кристаллического поля.